# Renaissance (album de Beyoncé)
Pour les articles homonymes, voir Renaissance (homonymie).
Albums de Beyoncé
The Lion King: The Gift
(2019) Cowboy Carter
(2024)
Singles
1. Break My Soul
Sortie : 21 juin 2022
2. Cuff It
Sortie : 29 juillet 2022
3. America Has a Problem
Sortie : 19 mai 2023
4. Virgo’s Groove
Sortie : 2 juin 2023

Renaissance (aussi appelé Act I (qui devait etre le II act ): Renaissance)  est le septième album studio de la chanteuse américaine Beyoncé, sorti le 29 juillet 2022 sous Parkwood Entertainment et Columbia Records. Il s'agit de son premier album studio depuis Lemonade, paru en 2016. Beyoncé a créé et enregistré Renaissance pendant la pandémie de Covid-19 dans le but d'inspirer à la fois la joie et la confiance aux auditeurs isolés pendant cette période. L'album est agencé comme un DJ set et mélange des styles de musique de danse noire tels que le disco et la house, et rend hommage aux pionniers du genre, dont les œuvres ont été échantillonnées ou interpolées dans les chansons. L'album a reçu des éloges de la part des critiques musicaux pour son son impressionnant et cohésif, son énergie positive et la performance vocale de Beyoncé. Le premier single de l'album, Break My Soul, sort le 20 juin 2022, et a atteint la première place de plusieurs classements dans le monde, notamment le Billboard Hot 100. Le deuxième single, Cuff It, est sorti le 29 juillet 2022. Renaissance a débuté à la première place du Billboard 200, devenant ainsi le septième album consécutif de Beyoncé à atteindre cette place.

## Histoire
En août 2021, dans le magazine américain Harper's Bazaar, Beyoncé annonce travailler sur son septième album depuis plus d'une année,.
Le teasing de l'album débute le 7 juin 2022, lorsqu'elle retire les photos de profil de tous ses réseaux sociaux. Quatre jours plus tard, la page principale de son site officiel affiche What is a B7? (« Qu'est-ce qu'un B7 ? »). Certains fans observent aussi que le site est prêt pour la venue d'un septième et d'un huitième album. Le 15 juin 2022, sa fondation BeyGood publie sur Twitter un montage de couvertures d'albums faits par des artistes noirs pour célébrer le "Mois de la Musique noire". Sur ce montage, on voit une photo d'un bras dirigé vers l'album B7 de Brandy Norwood.
Beyoncé annonce enfin son album Renaissance et lance les préventes le lendemain. L'album comportera 16 titres,,.
Le 1er juillet 2022, Beyoncé fait la une du Vogue britannique dont le rédacteur en chef Edward Enninful a écouté Renaissance en partie. Pour lui, l'album est une combinaison d' « envolées lyriques et de rythmes enivrants ».
L'album sort le 29 juillet 2022.

## Pochette de l'album
Le 30 juin 2022, Beyoncé dévoile la pochette de son nouvel album avec un bref message sur ses réseaux sociaux. Sur la pochette, elle est assise sur « un cheval argenté dont le corps semble être parcouru par un courant électrique » et est vêtue d'« une chaîne argentée à pointes » conçue par Nosi Quero. Certains médias comparent cette tenue à celle que Beyoncé porte sur la pochette de son album Dangerously in Love sorti en 2003. En description, elle explique vouloir « créer un endroit sûr, un endroit sans jugement. Un endroit pour être libre de tout perfectionnisme et de toute réflexion excessive. Un endroit pour crier, se libérer, ressentir la liberté ».

## Promotion
Le 20 juin 2022, Beyoncé annonce la sortie du premier single de l'album, Break My Soul, pour le lendemain, le 21 juin 2022 à minuit, jour du solstice d'été. Après une sortie anticipée sur la plateforme Tidal, la chanson sort finalement sur YouTube sous la forme d'une lyric video,.
Bien que Beyoncé ait rejoint TikTok en décembre 2021, elle ne poste sa première vidéo que le 14 juillet 2022, qui est une compilation d'utilisateurs du réseau social dansant et chantant Break My Soul. De même, elle a rendu officiellement disponible l'entièreté de son catalogue musical sur la plateforme,,.
Le 21 juillet 2022, Beyoncé publie la liste des pistes de son album,. Deux jours avant sa sortie, le 27 juillet, l'album de Beyoncé est au cœur d'une polémique après des fuites supposées sur les réseaux sociaux et dans certaines boutiques, notamment françaises,,.
Le 1er août, Beyoncé commence a annoncer la venue de visuels liés à l'album, avec une vidéo Visualizer de Break My Soul. Le 5 août, elle publie le cinquième remix de son single Break My Soul, appelé The Queens Remix, en featuring avec Madonna. Ce même jour, elle publie aussi une seconde vidéo teaser des visuels de l'album, toujours sur Break My Soul, appelée Cliquebait.
Le 12 août, le teaser officiel des visuels de l'album sort sur la chaîne Youtube de la star américaine. Il prend la forme d'un clip vidéo pour les deux premières minutes de I'm That Girl, premier titre de Renaissance. Dans cette vidéo, une séquence de 5 secondes fait particulièrement parler, car au bout de 39 secondes de clip classique, 20 images inédites défilent brusquement, montrant ainsi les nombreux looks que Beyoncé devrait arborer dans la suite des visuels de l'album.
Le 22 septembre, la chanteuse modifie sa description sur les réseaux sociaux en « Cuff It season », publiant dans le même temps un ensemble de vidéos de fans dansant sur la chanson Cuff It, indiquant ainsi que le prochain single de l'album serait cette chanson.
Le même jour, le journal Page Six annonce qu'une tournée mondiale des stades est prévue pour l'été 2023.

## Réception critique

### Critiques anglophones
Les critiques internationales convergent sur la qualité de production de l'album, et sur les performances vocales de Beyoncé. De même, elles soulignent l'effort de Beyoncé à innover et à se réinventer en « rendant hommage aux musiques de club des années 1980-1990 ».
La plupart, comme The Guardian ou Rolling Stone considèrent que cet album est d'« avant-garde » et qu'il fait entrer Beyoncé dans « un nouveau territoire bien plus éclectique et plus aventureux que le passé ».
Si toutes les critiques semblent toutes avoir apprécié l'esprit « joyeux » et « dansant » de l'album, elles divergent sur son sous-texte. Pour le Telegraph, Beyoncé oublie son engagement politique pour ne concentrer que sur « faire la fête ». Will Dukes de Rolling Stone observe lui aussi que cet album est plus intime et qu'il n'y a pas un engagement aussi « ouvert » que sur le précédent album. Néanmoins, Dukes considère Beyoncé comme une artiste « subversive et intelligente » qui comprend bien que « le privé est politique ». Ainsi, Rolling Stone, le Guardian ou le New York Times se rejoignent pour décrire Renaissance comme un album « inclusif » et « libérateur » notamment pour les communautés noires (et en particulier pour les femmes noires) et queer. En conclusion de sa critique dans The Atlantic, Spencer Kornhaber estime qu'à travers « une secousse », cet album de Beyoncé rend puissante l'idée d'émancipation personnelle, pourtant banale en musique pop.

### Critiques françaises
En France, les critiques sont plus mitigées que dans les pays anglophones. Si là-encore toutes semblent saluer la production musicale de l'album et ses rythmes dansants, elles divergent sur l'intérêt qu'il porte à l'auditeur. Le Monde et Libération s'accordent en considérant que l'album n'est pas à la hauteur du battage médiatique et commercial « exagéré » qu'il connaît, puisqu'« on reste sur sa fin », et que ce « n'est pas un miracle ». A propos du message transmis par l'album, Le Figaro considère que Renaissance est « rentre-dedans, hédoniste », en « manque de nuances et de subtilités » et un pur produit du « show-biz américain ». Plus modéré, Le Monde voit dans l'album un « bon équilibre entre les racines texanes [de Beyoncé] et ses envies de transgression de l’éducation puritaine ».
Peu en France soulignent comme le fait le HuffPost l'hommage aussi rendu par Beyoncé « à la communauté LGBT+ » et en particulier à son oncle Johnny, mort du sida.

### Controverses
Dès la sortie officielle de l'album, la chanteuse et compositrice américaine Kelis affirme sur ses réseaux sociaux qu'elle n'a pas été prévenue que sa chanson Milkshake sortie en 2003 serait interpolée dans Energy. Kelis a ainsi indiqué avoir senti « un manque de respect et un profond mépris » de la part des compositeurs de Energy, Beyoncé, Pharrell Williams et Chad Hugo. En réponse, le 2 août, l'interpolation de Milkshake a été supprimée de la chanson sur les plateformes de streaming.
Trois jours après sa sortie, l'album connait une vive polémique en raison du mot spaz (« crétin » en anglais) utilisé à plusieurs reprises dans la chanson Heated. Ce mot est perçu par une partie des auditeurs comme une insulte validiste et discriminante envers les personnes atteintes de maladies mentales. Un représentant de Beyoncé indique le lundi 1er août 2022 aux médias que l'artiste regrette d'avoir utilisé ce mot, et que la chanson sera ré-enregistrée pour l'effacer de la chanson. Cette polémique survient quelques semaines après celle subie par la chanteuse Lizzo pour avoir utilisé ce même mot dans la chanson Grrrls de son album Special.

## Réception commerciale

### Aux États-Unis
Aux États-Unis, Renaissance a été vendu à plus de 275 000 équivalent-albums dans les quatre premiers jours après sa sortie, dont 175 000 ventes physiques avec 25 000 vinyles. L’album a débuté numéro un du classement Billboard 200, avec 332 000 équivalent-albums. L’album devient ainsi le plus gros lancement de 2022 par une artiste féminine, et deuxième au total, derrière Harry’s House de Harry Styles. Grâce à ces chiffres, Beyoncé devient la première artiste à avoir ses sept albums studio numéro un dès la première semaine de leur sortie aux États-Unis depuis le début des classements de Billboard en 1945. Renaissance devient aussi le deuxième album le plus écouté en ligne de 2022 avec 179,06 millions d'écoutes, le premier de toute la carrière de Beyoncé. L’album compte aussi 199 000 albums solides vendus, ce qui en fait le troisième album derrière Harry’s House et Proof de BTS.
La semaine de la sortie de l'album, le single Break My Soul devient le huitième single solo de Beyoncé à atteindre le sommet du classement Billboard Hot 100, 13 ans après son dernier, Single Ladies (Put a Ring on It).

### En France
En France, Renaissance devient numéro un du classement établi par le SNEP la semaine de sa sortie. C'est la première fois dans sa carrière que Beyoncé atteint le sommet du classement français. En effet, le plus haut score fait par Beyoncé en France jusque-là était deuxième en 2011 avec 4,. La même semaine, Break My Soul est le dix-huitième titre le plus écouté en France et seizième en radio, sept semaines après sa sortie,.

### Ailleurs dans le monde
Renaissance est devenu numéro un dans les classements d'écoutes de la plupart des pays anglophones, comme au Canada, au Royaume-Uni, en Irlande, en Australie ou encore en Nouvelle-Zélande. Au Royaume-Uni, les ventes de l'album dépassent en deux jours le top 5 de la semaine entière.

### Classements hebdomadaires
| Classement (2022)                   | Meilleure position |
| ----------------------------------- | ------------------ |
| Allemagne (Media Control AG)        | 2                  |
| Australie (ARIA)                    | 1                  |
| Autriche (Ö3 Austria Top 40)        | 2                  |
| Belgique (Flandre Ultratop)         | 1                  |
| Belgique (Wallonie Ultratop)        | 1                  |
| Canada (Canadian Albums Chart)      | 1                  |
| Danemark (Tracklisten)              | 1                  |
| Écosse (OCC)                        | 1                  |
| Espagne (Promusicae)                | 3                  |
| États-Unis (Billboard 200)          | 1                  |
| États-Unis (Top R&B/Hip-Hop Albums) | 1                  |
| Finlande (Suomen virallinen lista)  | 3                  |
| France (SNEP)                       | 1                  |
| Irlande (Irish Albums Chart)        | 1                  |
| Italie (FIMI)                       | 2                  |
| Norvège (VG-lista)                  | 3                  |
| Nouvelle-Zélande (RIANZ)            | 1                  |
| Pays-Bas (Mega Album Top 100)       | 1                  |
| Portugal (AFP)                      | 2                  |
| Tchéquie (IFPI)                     | 4                  |
| Royaume-Uni (UK Albums Chart)       | 1                  |
| Suède (Sverigetopplistan)           | 1                  |
| Suisse (Schweizer Hitparade)        | 3                  |
| Suisse (Romandie)                   | 1                  |

## Liste des titres
- Toutes les chansons de l'album sont produites et écrites par Beyoncé, accompagnée des artistes inscrits ci-dessous.

| Liste des musiques de Renaissance , | Liste des musiques de Renaissance ,           | Liste des musiques de Renaissance , | Liste des musiques de Renaissance ,                                                | Liste des musiques de Renaissance , | Liste des musiques de Renaissance , | Liste des musiques de Renaissance , | Liste des musiques de Renaissance , | Liste des musiques de Renaissance , | Liste des musiques de Renaissance , |
| No                                  | Titre                                         | Auteur | Producteur(s)                                                                      | Durée                               |                                     |                                     |                                     |                                     |                                     |
| ----------------------------------- | --------------------------------------------- | --- | ---------------------------------------------------------------------------------- | ----------------------------------- | ----------------------------------- | ----------------------------------- | ----------------------------------- | ----------------------------------- | ----------------------------------- |
| 1.                                  | I'm That Girl                                 | - Terius Nash - Kelman Duran - Mike Dean - Tommy Wright III - Andrea Summers | - Duran - Mike Dean - Symbolyc One - Jameil Aossey - Stuart White                  | 3:28                                |                                     |                                     |                                     |                                     |                                     |
| 2.                                  | Cozy                                          | - Honey Dijon - Christopher Penny - Luke Solomon - Dave Giles II - Nija Charles - Nash - Dean - Corece Smith - Curtis Jones | - Honey Dijon - Chris Penny - Solomon - Dean                                       | 3:30                                |                                     |                                     |                                     |                                     |                                     |
| 3.                                  | Alien Superstar                               | - Redmond - Penny - Solomon - Nova Wav - Jay-Z - Lucky Daye - Dave Hamelin - Labrinth - 070 Shake - Rami Yacoub - Leven Kali - Atia Boggs - Levar Coppin - Saliou Diagne - Dean - Rob Manzoli - Richard Fairbrass - Right Said Fred - John Holiday - Barbara Ann Teer - Kim Cooper - Peter Rauhofer | - Honey Dijon - Penny - Solomon - The-Dream - Dean - Nova Wav                      | 3:35                                |                                     |                                     |                                     |                                     |                                     |
| 4.                                  | Cuff It                                       | - Andrews - Coney - Morten Ristorp - Raphael Saadiq - Nash - Mary Brockert - Allen McGrier - Nile Rodgers | - Nova Wav - Rissi - Saadiq - The-Dream                                            | 3:45                                |                                     |                                     |                                     |                                     |                                     |
| 5.                                  | Energy (en featuring avec Beam)               | - Beam - Skrillex - Almando Cresso - Jordan Douglas - Tizita Makuria - Andrews - Coney - Nash - Brockert - McGrier - Pharrell Williams - Chad Hugo - Adam Pigott - Big Freedia | - Skrillex - Al Cres - BEAM - Nova Wav                                             |                                     |                                     |                                     |                                     |                                     |                                     |
| 6.                                  | Break My Soul                                 | - Jay-Z - The-Dream - Tricky Stewart - Allen George - Fred McFarlane - Big Freedia - Adam Pigott | - The-Dream - Tricky Stewart - Jens Christian Isaken                               | 4:38                                |                                     |                                     |                                     |                                     |                                     |
| 7.                                  | Church Girl                                   | - Nash - No I.D. - Twinkie Clark - Jimi Payton - Dion Norman - Derrick Ordogne - James Brown - Orville Hall - Phillip Price - Ralph MacDonald - William Salter | - No I.D. - The-Dream - White                                                      | 3:44                                |                                     |                                     |                                     |                                     |                                     |
| 8.                                  | Plastic Off the Sofa                          | - Syd - Sabrina Claudio - Nick Green - Patrick Paige II | - Syd - Kali                                                                       | 4:14                                |                                     |                                     |                                     |                                     |                                     |
| 9.                                  | Virgo's Groove                                | - Kali - Solomon Cole - Daniel Memmi - Dustin Bowie - Darius Scott - Jocelyn Donald - Jesse Wilson - Andrews - Coney | - Kali - The-Dream                                                                 | 6:08                                |                                     |                                     |                                     |                                     |                                     |
| 10.                                 | Move (en featuring avec Grace Jones and Tems) | - P2J - Ariowa Irosogie - Andrews - Coney - Tems - GuiltyBeatz | - P2J - GuiltyBeatz - MeLo-X - The-Dream - White                                   | 3:23                                |                                     |                                     |                                     |                                     |                                     |
| 11.                                 | Heated                                        | - Drake - Boi-1da - Jahaan Sweet - Sevn Thomas - Neenyo - Andrews - Coney - Ricky Lawson - Oliver Rodigan | - Neenyo - Sevn Thomas - Boi-1da - Cadenza - Calev - Duran - White - Harry Edwards | 4:20                                |                                     |                                     |                                     |                                     |                                     |
| 12.                                 | Thique                                        | - Nash - Chauncey Hollis Jr. - Boggs - Julian Mason - Jabbar Stevens - Cherdericka Nichols | - Hit-Boy - LilJuMadeDaBeat - White - Ink                                          | 4:04                                |                                     |                                     |                                     |                                     |                                     |
| 13.                                 | All Up in Your Mind                           | - Stevens - Nichols - BloodPop - A. G. Cook - Dean - Symbolyc One - Jameil Aossey | - BAH - BloodPop - A. G. Cook - Dean - Symbolyc One - Aossey - The-Dream           | 2:49                                |                                     |                                     |                                     |                                     |                                     |
| 14.                                 | America Has a Problem                         | - Nash - Carter - Dean - Andrell Rogers - Tino McIntosh | - The-Dream - Dean                                                                 | 3:18                                |                                     |                                     |                                     |                                     |                                     |
| 15.                                 | Pure/Honey                                    | - Tucker - Scott - Michael Pollack - Andrews - Coney - Nash - Saadiq - Moi Renee - Kevin Aviance - Jerel Black - MikeQ - Kevin Bellmon Richard Cowie - Count Maurice | - BloodPop - Nova Wav - Saadiq - The-Dream - White - Dea                           | 4:48                                |                                     |                                     |                                     |                                     |                                     |
| 16.                                 | Summer Renaissance                            | - Andrews - Coney - Nash - Kali - Dean - Boggs - Coppin - Diagne - Lawson - Donna Summer - Giorgio Moroder - Pete Bellotte | - Nova Wav - Dean - The-Dream - Kali - Sol Was                                     | 4:34                                |                                     |                                     |                                     |                                     |                                     |
| 62:14                               |                                               | |                                                                                    |                                     |                                     |                                     |                                     |                                     |                                     |

### Crédits dessamplesutilisés
1. I'm That Girl
  - contient des parties de Still Pimpin, écrit par Tommy Wright III et Andrea Summers et joué par Tommy Wright III & Princess Loko.
2. Cozy
  - contient un extrait de Bitch I'm Black de Ts Madison
  - contient un sample de Get With U, écrit par Curtis Alan Jones et joué par Lidell Townsell & M.T.F
  - contient un sample de Unique, joué par Danube Dance avec Kim Cooper.
3. Alien Superstar
  - contient un sample de I'm Too Sexy, écrit par Rob Manzoli, Richard Fairbrass, et Christopher Fairbrass et joué par Right Said Fred
  - contient un sample de Moonraker, écrit par John Michael Cooper et joué par Foremost Poets
  - contient un extrait du discours Black Theatre de Barbara Ann Teer
  - contient un sample de Unique, écrit par Kim Cooper et Peter Rauhofer et joué par Danube Dance.
4. Cuff It
  - contient un sample de Ooh La La La, écrit par Mary Brockert et Allen McGrier et joué par Teena Marie.
5. Energy
  - contient un extrait de Ooh La La La, écrit par Mary Brockert et Allen McGrier et joué par Teena Marie
  - contient un sample de Milkshake, écrit par Pharrell Williams et Chad Hugo et joué par Kelis jusqu'au 2 août 2022 [41]
  - contient un sample de Explode, écrit par Freddie Ross et Adam Piggot et joué par Big Freedia.
6. Break My Soul
  - contient des parties de Show Me Love, écrit par Allen George et Fred McFarlane et joué par Robin S.
  - contient un sample de Explode, écrit par Freddie Ross et Adam Piggot et joué par Big Freedia.
7. Church Girl
  - contient un sample de Center Thy Will, écrit par Elbernita Clark et joué par The Clark Sisters
  - contient des extraits de Where They At, écrit par Jimi Payton, Dion Norman, et Derrick Ordogne et joué par DJ Jimi
  - contient des éléments de Think (About It), écrit par James Brown et joué par Lyn Collins
  - contient des éléments de Drag Rap (Triggerman), écrit par Orville Hall et Phillip Price et joué par les Showboys.
8. America Has a Problem
  - contient un extrait de Cocaine, écrit par Tino McIntosh et Andrell Rogers et joué par Kilo Ali.
9. Pure/Honey
  - contient un sample de Miss Honey, écrit par Andrew Richardson, Count Maurice, et Moi Renee et joué par Moi Renee
  - contient un sample de Cunty (Wave Mix), écrit par Eric Snead et Jerel Black et joué par Kevin Aviance
  - contient un sample de Feels Like, écrit par Michael Cox et Kevin Bellmon et joué par MikeQ & Kevin Jz Prodigy.
10. Summer Renaissance
  - contient des éléments de I Feel Love écrit par Donna Summer, Giorgio Moroder, et Pete Bellotte et joué par Donna Summer.

### Nombre d'écoutes
| Musiques              | Septembre 2023 | Novembre 2023 | Juillet 2025 Total : 3 407 507 768 |
| --------------------- | -------------- | ------------- | ---------------------------------- |
| I'm That Girl         | 98 261 034     | 104 312 208   | 152 361 954                        |
| Cozy                  | 98 488 446     | 104 811 467   | 151 164 948                        |
| Alien Superstar       | 190 706 618    | 201 177 319   | 275 199 367                        |
| Cuff It               | 648 993 885    | 678 738 087   | 903 989 114                        |
| Energy                | 126 165 165    | 135 441 523   | 197 992 258                        |
| Break My Soul         | 378 256 293    | 391 717 657   | 492 408 233                        |
| Church Girl           | 81 457 159     | 85 361 667    | 113 545 216                        |
| Plastic Off the Sofa  | 72 564 431     | 76 213 571    | 103 928 736                        |
| Virgo's Groove        | 76 645 613     | 80 922 475    | 115 600 300                        |
| Move                  | 63 998 208     | 68 406 709    | 101 097 876                        |
| Heated                | 110 508 910    | 122 260 809   | 191 526 996                        |
| Thique                | 67 126 749     | 70 909 729    | 97 907 399                         |
| All Up in Your Mind   | 49 204 266     | 52 201 694    | 74 334 781                         |
| America Has a Problem | 115 763 723    | 124 388 100   | 178 255 436                        |
| Pure/Honey            | 82 865 407     | 89 298 750    | 133 042 613                        |
| Summer Renaissance    | 90 797 120     | 95 129 369    | 125 152 541                        |

## Tournée
La tournée Renaissance World Tour est la neuvième tournée solo de la chanteuse américaine Beyoncé, qui a été annoncée le 1er février 2023 pour la promotion de son septième album, Renaissance (2022). La tournée débute le 10 mai 2023 à Stockholm (Suède) et se termine le 1er octobre 2023 à Kansas City (États-Unis), avec un total de 56 concerts dans 10 pays. Le concert dure presque trois heures et se divise en six actes pendant lesquels Beyoncé interprète les titres de Renaissance dans l’ordre, entrecoupés de chansons connues sorties de sa discographie. La scénographie s’appuie sur un écran géant dont le centre, un immense rond peut se déplacer. Elle est aussi composée d’innovations, telles que des sculptures monumentales, des bras robotisés, ou de la technologie ultraviolette.

## Film
Le film Renaissance: a film by Beyoncé est un documentaire sorti le 1er décembre 2023 et réalisé par Beyoncé, qui retrace le parcours de sa tournée mondiale du même nom, Renaissance World Tour qui a eu lieu en 2023. Le film montre la vision de Beyoncé, son travail acharné, son implication dans tous les aspects de la production, son esprit créatif et sa volonté de créer son héritage et de maîtriser son art.

## Certifications
| Pays              | Certification | Unités certifiées |
| ----------------- | ------------- | ----------------- |
| États-Unis (RIAA) | 2 × Platine   | 2 000 000         |
| France (SNEP)     | Platine       | 100 000           |